# Kerivoula muscina
Kerivoula muscina is een zoogdier uit de familie van de gladneuzen (Vespertilionidae). De wetenschappelijke naam van de soort werd voor het eerst geldig gepubliceerd door Tate in 1941.

## Voorkomen
De soort komt voor op Nieuw-Guinea.